# Factorio
Factorio är ett fabriksbyggarspel utvecklat och utgivet av den tjeckiska studion Wube Software. Spelet annonserades via en Indiegogo crowdfunding-kampanj 2013 och släpptes för Windows, macOS och Linux den 14 augusti 2020 efter en fyra år lång early access-fas med positiva recensioner. Spelet släpptes på Nintendo Switch den 28 oktober 2022.
I spelet spelar man som en ingenjör som kraschlandar på en planet och måste utvinna resurser och skapa fabriker för att bygga en raket. Men eftersom det är ett sandlådespel kan spelarna fortsätta spela efter att berättelsen har slutat. Det finns både enspelarläge och flerspelarläge.

## Källhänvisningar
1. 1 2 3 4 5 6  Steam, 12 september 2003, Steam-ID: 427520, läst: 13 december 2023.[källa från Wikidata]
2. ↑  Factorio for Nintendo Switch is now available! (på engelska), 28 oktober 2022, läs online, läst: 28 oktober 2022.[källa från Wikidata]
3. ↑  ”Factorio” (på engelska). Indiegogo. http://www.indiegogo.com/factorio. Läst 30 augusti 2023.
4. ↑  ”Factorio på Steam”. store.steampowered.com. https://store.steampowered.com/app/427520/Factorio/. Läst 30 augusti 2023.
5. ↑  ”Factorio for Nintendo Switch - Nintendo Official Site” (på amerikansk engelska). www.nintendo.com. https://www.nintendo.com/store/products/factorio-switch/. Läst 30 augusti 2023.